# Marcelo Zapata
Marcelo Zapata (Argentina, 1 de mayo de 1957) es un crítico de cine, periodista, traductor y guionista de cine.

## Actividad como periodista
Trabajó como redactor de Literatura y Cine en el diario Convicción entre 1979 y 1982, como redactor jefe de la Sección Espectáculos del periódico Tiempo Argentino y como redactor jefe de la Sección Espectáculos de la publicación Ámbito Financiero desde 1986.
También fue columnista y crítico de la revista Somos y de la revista Fotogramas.
En 1982 a 1995 ha ejercido como columnista en distintas radioemisoras: Radio del Plata, Radio Splendid, Radio Rivadavia, Radio Libertad, entre otras. También laboró en televisión como columnista de cine en 1984 en el programa Después de hora que se transmitía por Canal 13, . 
Se desempeñó como docente de Historia del Cine en 1991 en la Fundación Universidad del Cine y de  Cultura Argentina para estudiantes norteamericanos  en el Instituto Cultural Argentino Norteamericano en 1987 y 1988. Ha traducido diversos libros, tales como Cuando cae el telón, de Gina Lagorio, El sobrino de Beethoven, de Luigi Magnani, los Cuadernos de Notas a las Memorias de Adriano de Marguerite Yourcenar como así también libretos en la serie La Ópera de Kurt Pahlen
Marcelo Zapata integró el jurado que otorgó los Premios Konex en 1991 en el rubro Espectáculos, fue seleccionador de filmes para el Festival Internacional de cine de San Luis (2007-2008) y en 2008 ganó el Primer Premio Guion del Primer Convenio de coproducción cinematográfica Argentina-Italia y el Premio Instituto Luce Cineccita Holding-Incaa por El maestro está entre nosotros.

## Labor como escritor
Zapata es autor de El secreto de Puccini, novela basada en dos episodios reales, la llegada a Buenos Aires en 1905 del ya célebre Giacomo Puccini, donde permaneció un mes durante el cual se representaron todas sus óperas,  y el viaje a la Argentina en 1889 de su hermano menor Michele Puccini, quien se radicó en la provincia de Jujuy, donde tuvo una turbulenta relación amorosa con la esposa de quien lo había invitado, el influyente político y senador Domingo Teófilo Pérez que finalizó en tragedia. Zapata unió ficcionalmente ambos episodios en una obra de la que dice que no es correcto considerarla novela histórica, sino en todo caso fantasía histórica.
El crítico Carlos Páez de la Torre ha escrito que en El secreto de Puccini, Zapata:

”Planta en escena gentes y sucesos que nunca aparecen forzados. Narra con una virtuosa plasticidad, que se desliza sobre el telón de fondo de una época cuyas notas más oscuras y miserables quedan claras sin que el autor se proponga subrayarlas, porque no le importan demasiado. …Nada de trucos con el idioma, nada de barroquismo, nada de pedantería en una prosa que prefiere la sugestión y el susurro. Tiene un variopinto retablo de personajes, pero ninguno deja de albergar alguna clave del asunto central. Michele y Giacomo Puccini han sido trabajados con el máximo cuidado y hasta nos parece sentir su respiración….En suma, …una  novela de escritura brillante y de ajuste impecable.

El 14 de abril de 2023 en coautoría con Oscar Barney Finn estrenó en el Teatro Payró el drama "Brutus".